# Microrregión del Alto Guaporé
La microrregión del Alto Guaporé es una de las microrregiones del estado brasileño de Mato Grosso perteneciente a la mesorregión del Sudoeste Mato-Grossense. Está dividida en cinco municipios.

## Municipios
- Conquista d'Oeste
- Nueva Lacerda
- Puentes y Lacerda
- Valle de São Domingos
- Villa Bella de la Santísima Trinidad

- Datos: Q13580898